# Gârliciu
Gârliciu è un comune della Romania di 1 813 abitanti, ubicato nel distretto di Costanza, nella regione storica della Dobrugia.